# Massimo Iosa Ghini
Massimo Iosa Ghini (* 18. Juni 1959 in Borgo Tossignano bei Bologna) ist ein italienischer Architekt und Designer.

## Leben
Ghini studierte Architektur in Florenz und machte seinen Abschluss am Polytechnikum Mailand.
Seit 1985 ist er Teil der Avantgarde-Design-Bewegungen in Italien, wie Bolidismo, deren Gründer er ist, sowie Mitglied der Memphis-Gruppe von Ettore Sottsass. Während dieser Zeit eröffnete er das Studio Iosa Ghini in Bologna und Mailand. Seither entwirft Massimo Iosa Ghini Produkte und hat die Art Direction führender italienischer und internationaler Firmen inne. Sein Portfolio als Architekt umfasst die Gestaltung von Architekturobjekten, kulturellen und gewerblichen Installationen sowie Ladenketten in aller Welt, darunter die Ferrari Stores in Europa, den USA und Asien, als auch verschiedene Hotels in Europa (von Budapest bis Nizza) sowie die Flughafenräume der Alitalia.

## Werk
- Bushaltestelle im Rahmen des Projekts BUSSTOPS in Hannover

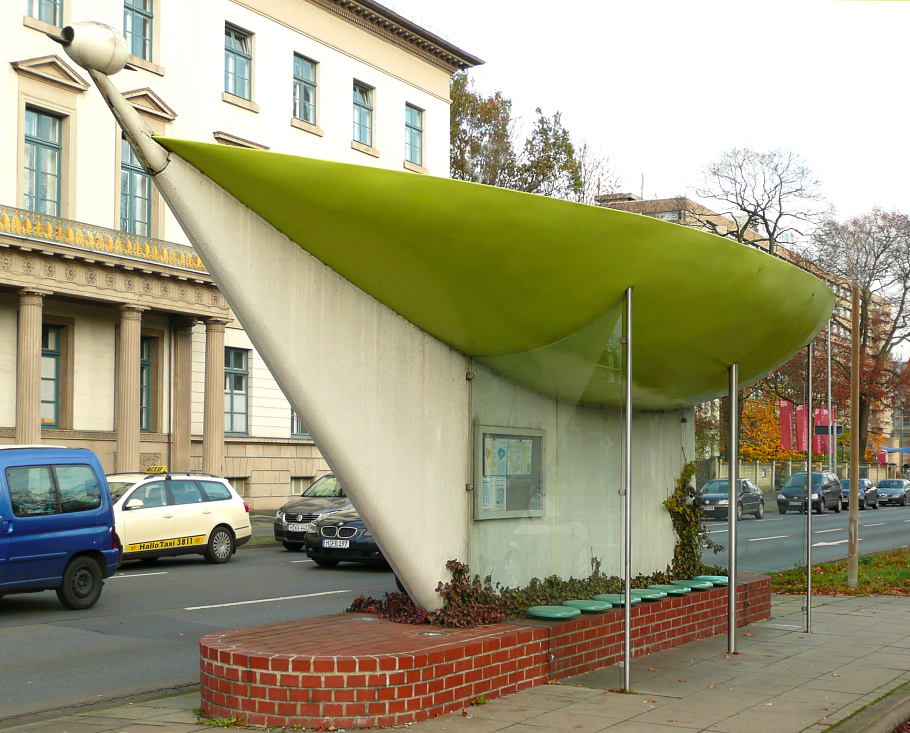
Ehemaliger Standort der Haltestelle Friedrichswall von Iosa Ghini

- U-Bahn-Station Kröpcke in Hannover, 2000
- Museo Galleria Ferrari in  Maranello, 2004
- Seat Yellow Pages Head Office in Turin, 2009
- Casa Museo Giorgio Morandi, 2009
- IBM Executive Business Centre in Rom, 2010
- People Mover in Bologna, 2010